# Черкун-Баранець Ольга
О́льга Черку́н-Баране́ць (* 1983) — українська тхеквондистка. Призерка чемпіонатів Європи. Заслужений майстер спорту України.

## З життєпису
Народилась 1983 року. Представляла Запорізьку область. 
Виграла три медалі на чемпіонаті Європи з тхеквондо — Чемпіонат Європи з тхеквондо 2005 — бронза; Чемпіонат Європи з тхеквондо 2006 — бронза і Чемпіонат Європи з тхеквондо 2008 — срібна нагорода.